# 米羅尼夫卡 (哈爾科夫州比利亞伊夫卡市鎮)
49°16′14″N 36°7′38″E / 49.27056°N 36.12722°E
米羅尼夫卡（羅馬化：Myronivka）是位於烏克蘭東部的村莊，由哈爾科夫州洛佐瓦區的比利亞伊夫卡市鎮負責管轄。該村始建於1847年，面積2.41平方公里，海拔高度155米，2001年人口837，人口密度每平方公里346.9人。